# Margaret Vickery
Margaret Vickery is een Brits componiste.

## Biografie
Zij was een afgestudeerde wetenschappelijk werkzame bibliothecaresse en heeft meegezongen in meerdere koren in de omgeving van Coventry. Pas nadat zij mee pensioen ging in 1994 studeerde zij nog drie jaren muziektheorie en compositie bij Sarah Rodgers en Colin Michael Touchin aan het Muziek centrum van de Universiteit van Warwick in Coventry. 
Zij begon in 1995 met het componeren, maar de eerste werken heeft zij als onvoldoende vernietigd. En zo begon zij met de publicatie van een kwartet en een duet.

## Composities

### Werken voor orkest
- The Clearing Storm

### Werken voor harmonieorkest
- Dawn Treader, voor harmonieorkest

### Werken voor koor
- Songs of Earth and Sky, voor gemengd koor

### Kamermuziek
- Cyberjaunt
- Dorset Sketches, vier bewegingen voor strijkkwartet
- Nonet
- Penarth Remembered, voor viool en piano
- Zodiac Circles, twaalf duetten voor twee violen

### Werken voor piano
- Now is the Month of May